# Адлингтон (Ланкашир)
Адлингтон (англ. Adlington) — город и гражданский округ в Ланкашире, Англия, Великобритания.

## География
Город расположен приблизительно в 10 км к северо-западу от Болтона. Через город проходит дорога A6 из Манчестера в Престон, вдоль которой также находятся города Блэкрод и Чорли. Рядом с городом протекает река Дуглас, а через сам город проходит водный канал Лидс — Ливерпуль.

## История

### Топонимика
Последняя часть названия города «ington» возможно говорит о том, что это было англосаксонское поселение. Первая же часть связана по всей видимости с именем принца Эдвульфа (Prince Eadwulf), который некогда жил в этой местности, после чего она получила название «Бочка Эдвульфа» (Eadwulf’s Tun). В другом варианте название звучало как «Бочка аэтлинга», то есть принца (Tun of Aethling). С течением времени произношение названия менялось, а соответственно менялось и написание:
- 1190 год — Edeluinton
- 1202 год — Adelventon
- 1246 год — Adelinton
- 1288 год — Adlington

### Поместье

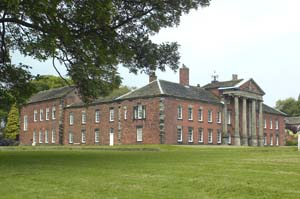
Adlington Hall

Почти 500 лет истории этих земель связаны с семьёй, носящей фамилию Адлингтон. Первое упоминание о владении Адлингтонов этой землёй относится к 1202 году и связано с именем лорда Уолтера де Адлингтона (Lord Walter de Adlington). Далее это семейство приобретало и теряло права на эти земли множество раз. За это время владельцами успели побывать:
- Ранульф де Бландервилль (Ranulph de Blunderville) — граф Честера
- Сэр Гилберт Стандиш (Sir Gilbert Standish)
- Сэр Николас де Харрингтон (Sir Nicholas de Harrington)
- Уильям Хитон (William Heaton)

И ещё многие представители этих и других семейств владели этими землями единолично или деля их с другими.
Последним же из Адлингтонов владевших этой землёй стал Питер Адлингтон (Peter Adlington), умерший в 1688 году. Поместье перешло к Элеанор Адлингтон (Eleanor Adlington), состоявшей в браке с Самуэлем Робинсоном (Samuel Robinson) из Честера.
Дальнейшая судьба поместья связана с фамилией Клейтон. Томас Клейтон (Thomas Clayton) первым из этого семейства приобрёл его. После его смерти в 1722 году оно перешло к его внуку Ричарду Клейтону (Richard Clayton), который с 1765 по 1770 годы был председателем Верховного суда ирландских общегражданских исков, а в 1770 году к племяннику Ричарда — сэру Ричарду Клейтону (Sir Richard Clayton)(титул барона он получил в 1774 году). Сэр Ричард Клейтон был консулом в Нанте, а умер он в 1828 году. Поместье унаследовала дочь Генриетта (Henrietta) — жена генерала Роберта Брауна (Robert Browne), принявшего впоследствии фамилию Клейтон. Их сын Ричард погиб в 1886 году, а его единственный сын погиб в Севастополе. После этого хозяином поместья стал Джеймс Роберт Браун Клейтон Доубени (James Robert Browne Clayton Dawbeny).
С семьёй Клейтон связано и появление особняка Адлингтон (Adlington Hall), построенного около 1770 года сэром Ричардом Клейтоном. Это был особняк георгианской эпохи, построенный из кирпича и камня. В 1960-х годах он был разрушен.

### Индустриальная революция
В данной местности угольные пласты выходят на поверхность и уголь можно добывать без приложения больших усилий, чем и пользовались жители региона на протяжении многих веков. В 1876 году угольная компания Adlington Coal Company приступила к промышленной разработке копий Эллербекк (Ellerbeck Colliery). В 1932 году компания обонкротилась, а в 1947 месторождение было национализировано. Став частью корпорации National Coal Board копи Эллербекк вновь начали давать уголь, но в 1965 году были закрыты.
Вместе с развитием угольной отрасли развивались и хлопкопрядильные фабрики, которых в Адлингтоне было несколько.

## Управление
В средние века Адлингтон был городком в духовном округе Стандиш (Standish). В 1837 году он, как и многие другие городки и гражданские округа, вошёл в союз Чорли по закону о бедных (Chorley Poor Law Union), который взял на себя ответственность за управление и финансирование в соответствии с законом о бедных в этой местности. В 1872 году был сформирован местный совет, а в 1894 году его сменил городской совет, состоявший из 12 человек.
Сегодня город Адлингтон является частью округа Чорли, чей совет заседает в ратуше Чорли, и представлен там тремя членами. Адлингтон — часть парламентского избирательного округа Чорли, от которого в 2010 году в члены парламента был избран Линдсей Хойл (Lindsay Hoyle) — представитель лейбористской партии.

## Экономика
Экономика Адлингтона основывалась ранее на хлопкопрядильном производстве и добыче угля, но сегодня большая часть производств закрыта, а большая часть жителей работает в других городах: Манчестере, Болтоне, Уигане, Чорли.
Крупная строительная компания Leonard Fairclough & Son была некогда основана в Адлингтоне, но став частью AMEC group покинула город.

## Транспорт

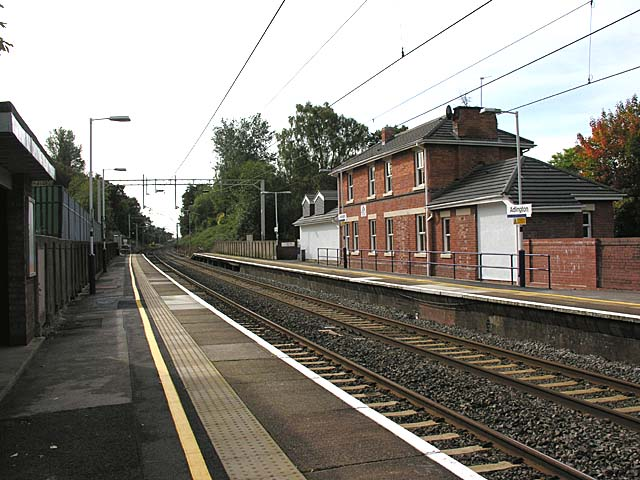
ж/д станция «Адлингтон»

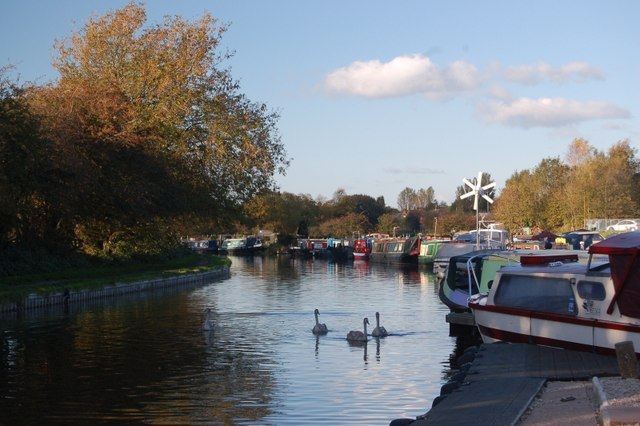
Пристань для яхт «Белый Медведь»

Помимо автомобильных дорог, основной из которых является A6, через город проходит железная дорога линии Манчестер — Престон, на которой расположена ж/д станция «Адлингтон». Ранее в городе была ещё одна ж/д станция — «Белый Медведь», которая находилась на линии Lancashire Union Railway, но в 1960-х годах она была закрыта.
Пристань для яхт «Белый Медведь» в Адлингтоне — это самая большая пристань на всём водном канале Лидс-Ливерпуль, проходящем через город.

## Религия

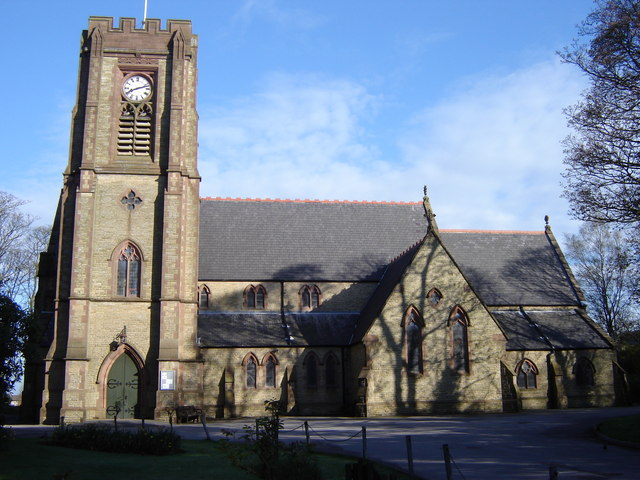
Церковь святого Павла

На сегодняшний день в Адлингтоне действует три церкви:
1. Церковь святого Павла (St. Paul’s Church) — официально признана английской церковью.
2. Церковь святого Иосифа (St. Joseph’s Church) — относится к римской католической церкви
3. Объединённая реформаторская и методистская церковь (United Reformed and Methodist Church)

## Спорт и отдых
В городе есть две большие зоны отдыха: поле короля Георга (King George’s Field) в центре города и нижние игровые поля (Lower Playing Fields), расположенные по соседству с каналом. Поле короля Георга используется для игр городского любительского клуба «Адлингтон Рейнджерс», играющего в регбилиг, а также для игр любительских команд по футболу (soccer). Также в Адлингтоне имеется клуб игры в крикет, играющий в местных Ланкаширской и Болтонской лигах.

## Известные люди
Джеймс Уиллиам Уоллас (James William Wallace) жил в Адлингтоне, где вместе со своими друзьями и организовал неофициальное литературное общество — Eagle Street College. Среди их интересов были работы американского поэта Уолта Уитмена (Walt Whitman). После смерти Уолласа его архив был приобретён Болтонским музеем, собравшим крупнейшую коллекцию зарубежной переписки Уитмена. Уоллас же был влиятельной фигурой своего времени и у него дома бывали разные известные люди, в том числе Кейр Харди (Keir Hardie) — один из основателей лейбористской партии, Эдвард Карпентер (Edward Carpenter) — философ и поэт.
Леонард Фэйрклоу (Leonard Fairclough) — строительный магнат родился и жил в этом городе, о чём напоминает мемориальный сад в его честь.